# Cantón de Guatuso
Cantón de Guatuso är en kanton i Costa Rica.   Den ligger i provinsen Alajuela, i den nordvästra delen av landet, 120 km nordväst om huvudstaden San José.